# Neopirates
Neopirates is een geslacht van wantsen uit de familie van de Reduviidae (Roofwantsen). Het geslacht werd voor het eerst wetenschappelijk beschreven door Norman Cecil Egerton Miller in 1952.

## Soorten
Het genus bevat de volgende soorten:

- Neopirates bicolor Liu & Cai, 2020
- Neopirates nyassae Miller, 1952
- Neopirates xanthothorax Liu & Cai, 2020